# EZ DOCK
EZ DOCK（イージードック）はアメリカの大手レクリエーションメーカーである PlayPower, Inc. 傘下の浮桟橋メーカー/ブランドである。
日本ではヨッティングワールド株式会社が総代理店（ディストリビューター）として販売・レンタルから設置まで請け負っている。

## 概要
1991年よりEZ DOCKブランドにて浮桟橋の製造/販売を始め、世界各地にディストリビューターが存在する。
工場はミズーリ州モネットに所在する。